# Shadyside
Shadyside és una població dels Estats Units a l'estat d'Ohio. Segons el cens del 2000 tenia 3.675 habitants.

## Demografia
Segons el cens del 2000, Shadyside tenia 3.675 habitants, 1.721 habitatges, i 1.044 famílies. La densitat de població era de 1.478 habitants/km².
Dels 1.721 habitatges en un 23,3% hi vivien nens de menys de 18 anys, en un 49,3% hi vivien parelles casades, en un 9,1% dones solteres, i en un 39,3% no eren unitats familiars. En el 36,7% dels habitatges hi vivien persones soles el 23,3% de les quals corresponia a persones de 65 anys o més que vivien soles. El nombre mitjà de persones vivint en cada habitatge era de 2,14 i el nombre mitjà de persones que vivien en cada família era de 2,79.
Per edats la població es repartia de la següent manera: un 19,6% tenia menys de 18 anys, un 5,3% entre 18 i 24, un 24,5% entre 25 i 44, un 24,2% de 45 a 60 i un 26,3% 65 anys o més.
L'edat mediana era de 45 anys. Per cada 100 dones de 18 o més anys hi havia 80,8 homes.
La renda mediana per habitatge era de 28.989 $ i la renda mediana per família de 39.364 $. Els homes tenien una renda mediana de 35.703 $ mentre que les dones 18.973 $. La renda per capita de la població era de 16.636 $. Aproximadament el 5,9% de les famílies i el 9,2% de la població estaven per davall del llindar de pobresa.

## Poblacions més properes
El següent diagrama mostra les poblacions més properes.